# درعية كندا الكاملة
درعية كندا الكاملة (الاسم العلمي:†Canadaspis perfecta) هي نوع منقرض من منشقات التفرع الأولية تتبع جنس درعية كندا من فصيلة درعيات كندا.